# Пилиди, Владимир Ставрович
Влади́мир Ставрович Пили́ди (7 ноября 1946, Ростов-на-Дону — 19 января 2021, Ростов-на-Дону) — советский и российский учёный-математик, педагог, профессор Южного федерального университета.

## Биография
Родился в Ростове-на-Дону 7 ноября 1946 года.
В 1964 году поступил в Ростовский государственный университет на отделение физико-математического факультета. Окончил вуз с отличием.
В 1972 году под руководством профессора И. Б. Симоненко защитил кандидатскую диссертацию по теме «Локальный метод исследования линейных операторных уравнений типа бисингулярных интегральных уравнений» и досрочно окончил аспирантуру. В 1990 году в Тбилисском институте математики им. А. Размадзе защитил докторскую диссертацию по теме «Бисингулярные операторы и операторы близких к ним классов».
В 1991 году стал профессором кафедры алгебры и дискретной математики, а в 2001 году — заведующим кафедры информатики и вычислительного эксперимента Ростовского государственного университета.
Скончался 19 января 2021 года после продолжительной болезни.

## Научная работа
Профессор Пилиди был экспертом в области математики и её приложений. Основные направления научных исследований: операторы типа сингулярных, инвариантные подпространства операторов кратного взвешенного сдвига, пространства типа Харди аналитических операторнозначных функций, приложение математических методов в криптографии, обработка цифровых изображений.
Владимир Ставрович являлся рецензентом и референтом научных статей, членом диссертационных советов Д 212.208.29 и Д 212.208.24, членом Совета института математики, механики и компьютерных наук им. И. И. Воровича, научным консультантом научно-исследовательских организаций, председателем государственных экзаменационных комиссий вузов.

## Педагогическая работа
Владимир Ставрович около 20 лет преподавал на мехмате ЮФУ курс алгебры и геометрии для студентов направлений «Прикладная математика» и «Механика». Разработал глубокий современный курс математических методов криптографии, который он читал студентам отделения фундаментальной информатики и информационных технологий и студентам отделения прикладной математики, специализирующимся в области математических методов защиты информации. Является автором учебных пособий «Линейная алгебра» (Вузовская книга, М., 2005), «Математический анализ» (Феникс, 2009), Математические основы защиты информации (ЮФУ, 2019), Analytic Geometry (ЮФУ, 2020).
Профессор Пилиди был одним из инициаторов появления на механико-математическом факультете РГУ направления подготовки «Фундаментальная информатика и информационные технологии». Многие годы являлся куратором и научным руководителем этого направления.
Подготовил 6 кандидатов наук (Штейнберг Б. Я., Стефаниди Е. Н., Ефимов С. В., Чумак И. В., Чернухин Н. А., Горин С. В.).